# Piper PA-24 Comanche
El Piper PA-24 Comanche es un avión ligero estadounidense de cuatro o seis plazas, ala baja y totalmente metálico, de construcción semimonocasco con tren de aterrizaje triciclo. Piper Aircraft diseñó y desarrolló el Comanche, siendo su primer vuelo el 24 de mayo de 1956. Junto con los PA-30 y PA-39 Twin Comanche, formó el núcleo de la línea de Piper Aircraft hasta que las líneas de montaje fueron destruidas por las inundaciones de Lock Haven de 1972.

## Diseño y desarrollo

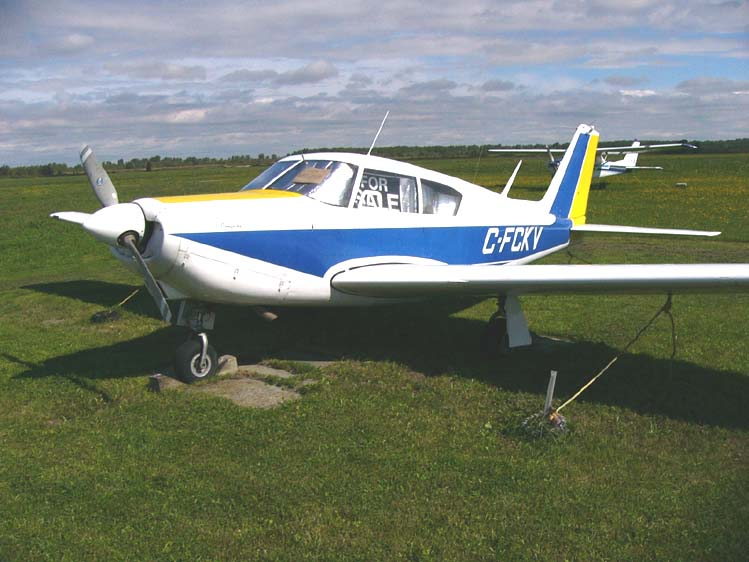
Un modelo PA-24 de 1959.

El Comanche es un monoplano monomotor de cuatro asientos (o, en los modelos 260B y 260C, seis asientos). Es un avión totalmente metálico con tren de aterrizaje retráctil. Se construyeron dos prototipos en 1956, siendo completado el primero el 20 de junio del mismo año. El primer avión de producción, propulsado por un motor Lycoming O-360-A1A de 134 kW (180 hp), voló por primera vez el 21 de octubre de 1957. En 1958, se le unió el más potente PA-24-250 con un motor Lycoming O-540-A1A5 de 186 kW (250 hp); este modelo iba a ser conocido originalmente como PA-26, pero Piper decidió mantener la designación PA-24.
En 1964 se introdujo el PA-24-400 de 298 kW (400 hp). El siguiente año, el PA-24-250 fue reemplazado por el PA-24-260, presentando el motor Lycoming IO-540D o E de 194 kW (260 hp). El 260 también estuvo disponible como Turbo Comanche C con un turbocompresor Rajay, y fue introducido en 1970.
La producción del Comanche finalizó en 1972, cuando lluvias torrenciales del huracán Agnes causaron las grandes inundaciones del Río Susquehanna de 1972, inundando la fábrica y destruyendo células, piezas y muchos de los utillajes necesarios para la producción. En lugar de reconstruir el utillaje, Piper prefirió abandonar la producción del Comanche y del Twin Comanche y continuar con dos diseños más nuevos ya en producción en la otra fábrica de Piper en Vero Beach (Florida) (el bimotor PA-34 Seneca y el PA-28R-200 Arrow).

## Variantes

### Comanche 180

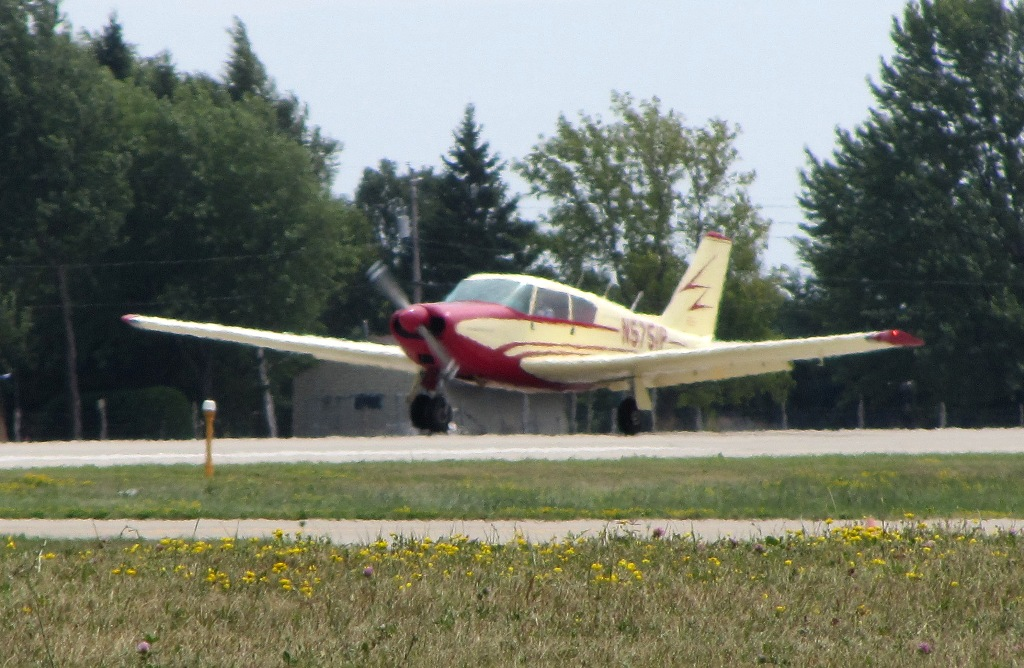
Piper PA-24 180 de 1959.

La versión original del Comanche fue el PA-24, que presentaba un motor de carburación Lycoming O-360-A1A de 134 kW (180 hp), cola en flecha, perfil laminar y stabilator totalmente móvil.
La capacidad de combustible estándar del PA-24-180 era de 230 l. Los flaps se actuaban manualmente, controlados por el mismo actuador de barra Johnson que el Piper Cherokee. Las especificaciones del avión eran de 215 a 257 km/h de velocidad de crucero y un consumo de entre 28 y 40 l/h al 55-75% de potencia, respectivamente. La carga de combustible completa era de 324 kg, con un peso cargado de 1160 kg y un alcance, con 45 minutos de reserva, de 1300 km.
Nuevo, con equipo típico estándar, el Comanche 180 se vendía entre 17 850 (1958) y 21 580 dólares (1964). Se construyó un total de 1143 ejemplares.

### Comanche 250
En 1958, Piper introdujo una versión de 190 kW (250 hp) que usaba el motor Lycoming O-540, dando al Comanche una velocidad de crucero de 300 km/h. la mayoría de los 250 llevaba motores de carburación Lycoming O-540-AIA5, pero una pequeña cantidad fue equipada con versiones de inyección de combustible del mismo motor. Los primeros Comanche 250 disponían de flaps operados manualmente y llevaban 230 l de combustible. Depósitos auxiliares de combustible de 340 l estuvieron disponibles desde 1961. Los flaps operados eléctricamente se hicieron estándar con el modelo del año 1962.

### Comanche 260

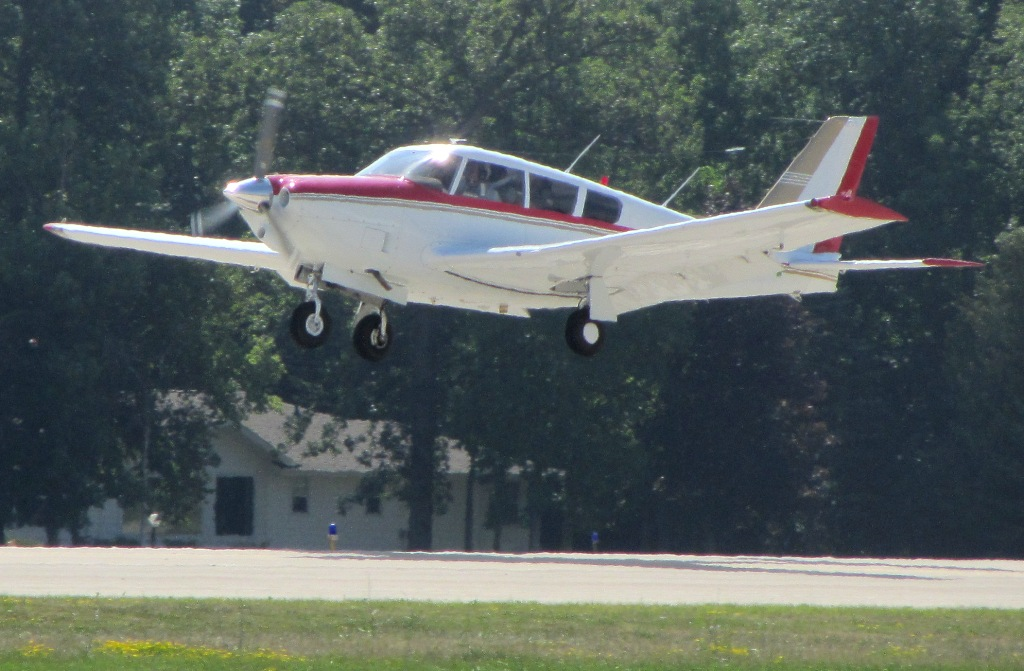
PA-24-260 con capota LoPresti, aterrizando.

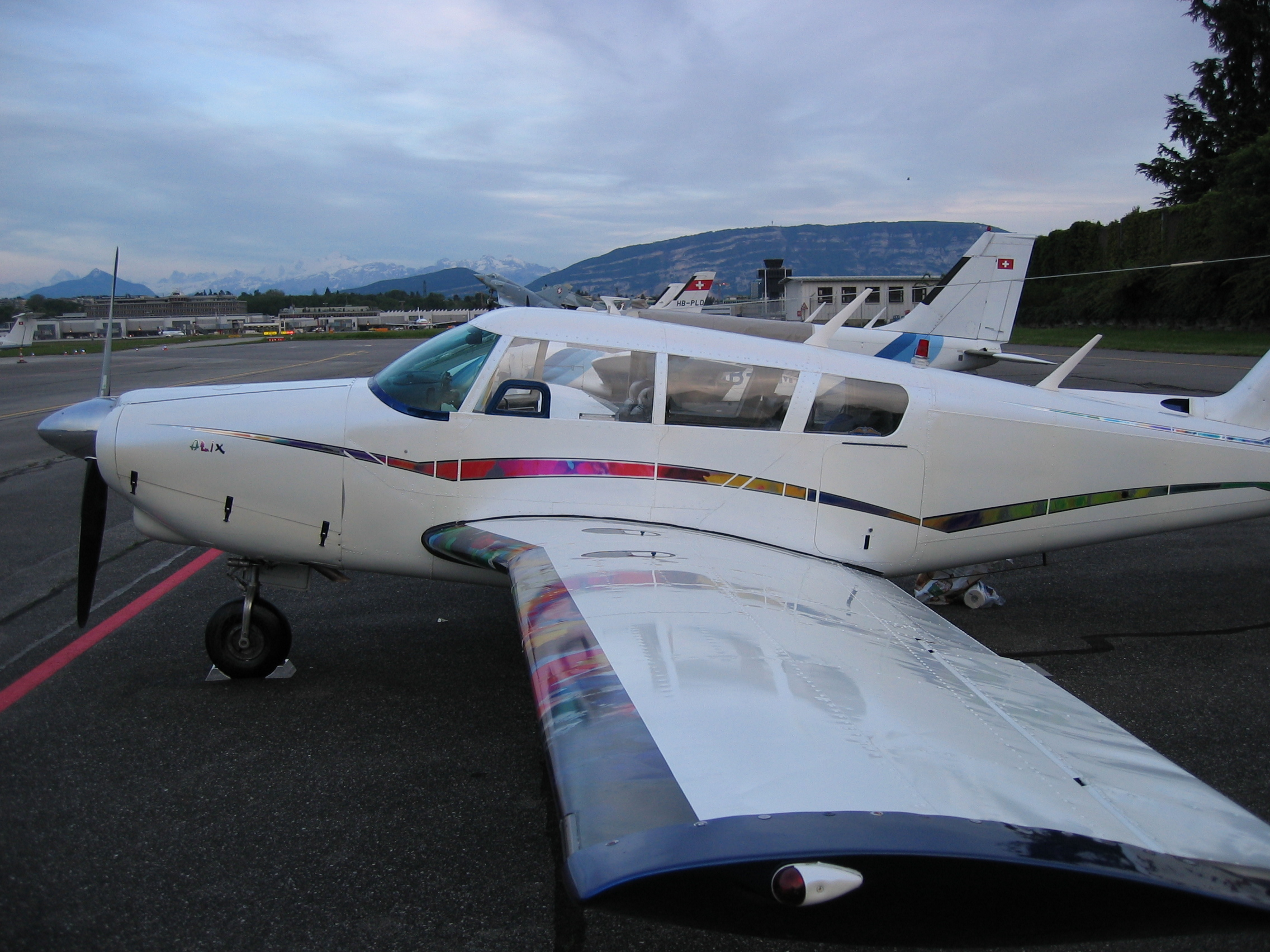
PA-24-260B con pintura personalizada.

Se introdujeron cuatro versiones de 194 kW (260 hp) del Comanche a partir de 1965. Son:
- PA-24-260 (1965).
- PA-24-260B (1966 a 1968).
- PA-24-260C (1969 a 1972).
- PA-24-260TC.

Se vendió un total de 1029 aviones de la línea Comanche 260, incluyendo el 260TC.
El 260 tenía un peso vacío de 770 kg y un peso máximo cargado de 1300 kg. Disponía de cuatro asientos, y un sistema auxiliar de combustible de 340 l de capacidad como opción. Se anunciaba una velocidad de crucero de 263-298 km/h con un consumo de combustible de 38 a 53 l/h.
El 260B tenía una longitud total 150 mm mayor que la de los modelos previos debido a un alargado cubo de la hélice, no a un fuselaje más largo. El 260B disponía de una tercera ventana y provisión para seis asientos. Los quinto y sexto asientos ocupaban todo el espacio de equipajes y acomodaban a adultos pequeños, según placa para un total de 110 kg. El peso típico vacío era de 784 kg y el peso cargado era de 1400 kg. El consumo era de 42 a 53 l/h y la velocidad anunciada era de 260-300 km/h.
El 260C introdujo una nueva capota "Tiger Shark" (tiburón tigre), peso máximo cargado de 1500 kg, flaps de capota y una interconexión alerón-timón. La velocidad de crucero se anunciaba de 278-298 km/h con un consumo de 47 a 53 l/h. Para evitar posibles problemas de centro de gravedad debidos al incremento del peso cargado y sus quinto y sexto asientos, se extendió el eje de la hélice. Esto desplazó el centro de gravedad ligeramente hacia delante. Con una carga útil de 647 kg, era la mayor carga de todos los Comanche, excepto del 400. A menudo confundido en rampa con el modelo 400, la ligeramente más larga capota incluye una distinguible puerta más larga del tren delantero, comparada con los modelos B y anteriores.
A partir de 1970, Piper ofreció una versión turbo del PA-24-260, conocida como 260TC, con un motor Lycoming IO-540-R1A5 y turbocompresores Rajay dobles. Se produjeron 26 aparatos entre 1970 y 1972. Anunciado por Piper como un "segundo acelerador", los turbocompresores se controlaban usando un montaje manual de válvula de descarga que llevaba una palanca adicional que ponía "boost" (acelerar) junto a la palanca de gases en la cabina, creando efectivamente un segundo acelerador. El modelo TC se certificó para volar hasta los 7600 m (25 000 pies), con una altura crítica del turbo anunciada de 6100 m (20 000 pies), dando una velocidad máxima de 359 km/h.

### PA-24-300
En 1967, un avión fue modificado con un motor Lycoming de 224 kW (300 hp) para realizar pruebas. No entró en producción.

### PA-24-380
Dos prototipos fueron construidos en 1981. Eran células Comanche estándar, pero llevaban motores Lycoming IO-720-A1A de 283 kW (380 hp) con hélice tripala. El diseño fue modificado con un aún mayor motor de 298 kW (400 hp) y producido como PA-24-400.

### Comanche 400

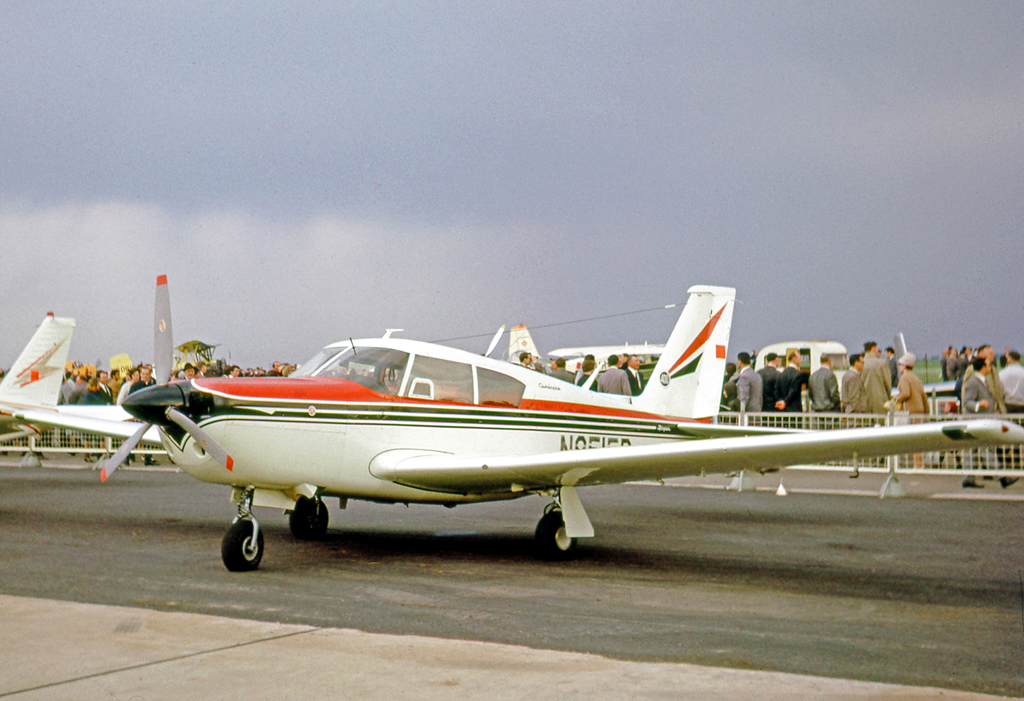
Comanche 400, MSN 26-52, exhibido en la Muestra Aérea de Hannover de 1966, Alemania.

El PA-24-400 Comanche 400 fue producido de 1964 a 1966. Solo fueron construidos 148 aviones.
El Comanche 400 está propulsado por el motor bóxer de ocho cilindros Lycoming IO-720 de 298 kW (400 hp), desarrollado específicamente para el modelo. Se han dado problemas de refrigeración en los cilindros traseros.
El Comanche 400 dispone de una hélice tripala y lleva 380 l de combustible, o 490 l con depósitos de combustible aumentados opcionales. El consumo se anunció como de 61 a 87 l/h al 55-75% de potencia. El alto consumo indica que es caro de operar. El 400 tenía un peso vacío típico de 960 kg y un peso máximo cargado de 1600 kg.
Las velocidades de manual del PA-24-400 incluyen una velocidad de crucero de 343 km/h y una velocidad máxima de 359 km/h.
Aunque idéntico en planta que otros modelos PA-24, el 400 está reforzado estructuralmente, principalmente en la cola, con una costilla de morro extra en el estabilizador y en la aleta vertical. El estabilizador, aleta vertical y timón del 400 virtualmente no comparten piezas con los Comanche 180, 250 o 260.

### PA-33

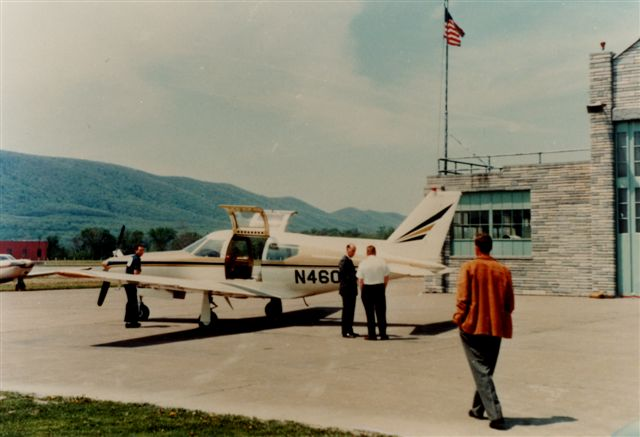
El prototipo del PA-33 Pressurized Comanche.

En 1967, un único Comanche fue modificado por Swearingen con una cabina presurizada. El prototipo, propulsado por un motor Lycoming O-540 de 190 kW (260 hp) y equipado con el tren de aterrizaje del Twin Comanche, fue designado PA-33. Voló por primera vez el 11 de marzo de 1967; más tarde el prototipo se estrelló al despegar en mayo del mismo año, y el proyecto fue cancelado.

## Plusmarcas mundiales

### Max Conrad
En junio de 1959, Max Conrad voló un Comanche 250 en un vuelo plusmarca de distancia en la Clase C1-D de la FAI, para aviones de 1750 kg a menos de 3000 kg. Desmontando los asientos traseros y sustituyéndolos por depósitos de combustible, Conrad voló desde Casablanca, Marruecos, a Los Ángeles, una distancia de 12 340 km. Cuando el avión despegó desde Casablanca, estaba muy sobrecargado y pasó justo la cerca del aeropuerto. El Comanche 250 que Max Conrad voló en este vuelo está localizado en el muso del aeropuerto de Liberal (Kansas).
Del 24 al 26 de noviembre de 1959, Conrad voló un Comanche 180 en un vuelo plusmarca de distancia en la Clase C1-C de la FAI para aviones con pesos al despegue de 1000 kg a menos de 1750 kg, que todavía está imbatido: Casablanca a El Paso (Texas), 11 211 km sin paradas, en 56 horas y 26 minutos. Estableció una plusmarca de distancia en circuito cerrado con el mismo avión del 4 al 6 de noviembre de 1960, volando 11 138 km.

### Kenneth Walker
El 14 de mayo de 1962, Kenneth Walker llegó a Brisbane, Australia, en un PA-24-250 en un vuelo de entrega desde San Francisco. El vuelo de Walker fue el primer vuelo en monomotor en solitario del Pacífico, y el tercer cruce en solitario desde los Estados Unidos hasta Australia. Desde Brisbane, Walker continuó hacia el sur para entregar el Comanche al Royal Newcastle Aero Club en Maitland, Nueva Gales del Sur, Australia.

### Toku-Hana

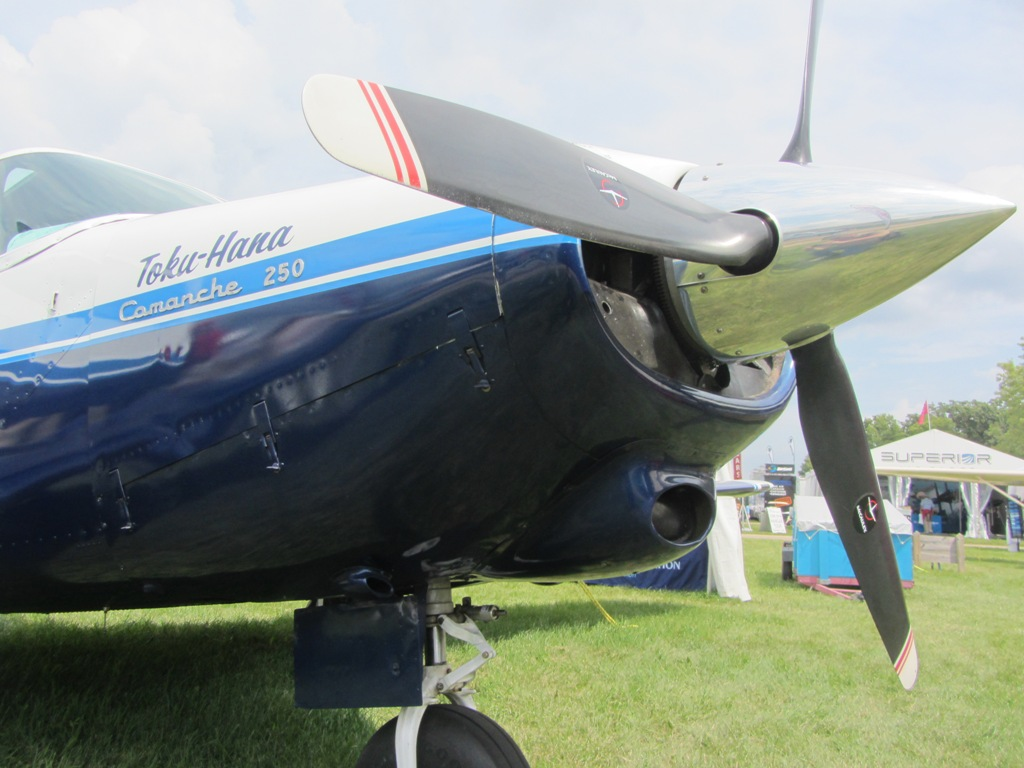
PA-24-250 Toku-Hana.

En julio de 1964, Henry Ohye, volando un PA-24-250 de 1961, realizó el primer vuelo exitoso transpacífico desde Estados Unidos a Japón en un avión monomotor. Voló desde Los Ángeles a Tokio con paradas en Honolulu, Midway, Wake, Guam y Okinawa.

### Myth Too
Un Comanche 260B de 1966, llamado Myth Too y con matrícula G-ATOY, fue propiedad de la aviadora británica Sheila Scott. El avión, volado por Scott, ostenta 90 plusmarcas mundiales de aviación ligera. Está en exhibición en el National Museum of Flight, Escocia.

### Circunnavegación con más edad
La circunnavegación por el piloto de más edad fue realizada en 1994 por Fred Lasby con 82 años, en un Comanche 260B.

## Accidentes
- 5 de marzo de 1963: los cantantes de música country Patsy Cline, Lloyd "Cowboy" Copas y Hawkshaw Hawkins estaban a bordo de un Comanche propiedad del mánager de Cline, Randy Hughes, cuando el avión se estrelló con mal tiempo, cerca de Camden (Tennessee), muriendo todos los ocupantes.[17]

## Especificaciones (PA-24-260C)
Referencia datos: Jane's All the World's Aircraft 1971–72

### Características generales
- Tripulación: Uno (piloto)
- Capacidad: 3-5 pasajeros
- Longitud: 7,6 m (25 ft)
- Diámetro rotor principal: 11 m (36 ft)
- Altura: 2,3 m (7,5 ft)
- Superficie alar: 16,5 m² (177,6 ft²)
- Perfil alar: NACA642A215
- Peso vacío: 804 kg (1772 lb)
- Peso máximo al despegue: 1451 kg (3198 lb)
- Planta motriz: 1× motor bóxer de seis cilindros refrigerado por aire Lycoming IO-540.
  - Potencia: 190 kW (262 HP; 258 CV)
- Hélices: 1× Bipala metálica Hartzell HC82XK1D de velocidad constante por motor.
- Diámetro de la hélice: 1,96 m
- Alargamiento: 7,28:1
- Capacidad de combustible: 230 l (normal, 110 l adicionales en depósitos auxiliares opcionales)

### Rendimiento
- Velocidad nunca excedida (Vne): 365 km/h (227 MPH; 197 kt)
- Velocidad máxima operativa (Vno): 314 km/h (195 MPH; 170 kt) a nivel del mar
- Velocidad crucero (Vc): 298 km/h (185 MPH; 161 kt) a 1900 m (6300 pies) (crucero máximo, 75% de potencia)
- Alcance: 1971 km (1064 nmi; 1225 mi) a 3200 m (10 500 pies) (depósitos de combustible auxiliares, 65% de potencia)
- Radio de acción: km
- Alcance en combate: km
- Techo de vuelo: 5900 m (19 357 ft)
- Régimen de ascenso: 6,7 m/s (1319 ft/min)
- Carrera de despegue para 15 m (50 pies): 430 m
- Distancia de aterrizaje desde 15 m (50 pies): 370 m

## Aeronaves relacionadas

### Desarrollos relacionados
- Piper PA-30 Twin Comanche

### Secuencias de designación
- Secuencia PA-_ (interna de Piper): ← PA-20 - PA-22 - PA-23 - PA-24 - PA-25 - PA-26 - PA-27 - PA-28 - PA-29 -- PA-31T - PA-32 - PA-32R - PA-33 - PA-34 - PA-35 - PA-36 →
- Secuencia E._ (Aeronaves de Escuela del Ejército del Aire español, 1954-1978): ← E.23 - E.24 - E.25 - E.30 - E.31
- Secuencia E._ (Aeronaves de Escuela del Ejército del Aire español, 1978-presente): ← E.25 - E.26 - E.27 - E.30 - E.31